# Abel-Dominique Boyé
Abel-Dominique Boyé né le 6 mai 1864 à Marmande et mort le 21 juillet 1933 à Levallois-Perret est un peintre français.

## Biographie
Peintre de figures, d'histoire, de nus, de genre et de portraits, Abel Boyé est élève à l'École des beaux-arts de Bordeaux, puis est admis dans l'atelier de Jean-Joseph Benjamin-Constant aux Beaux-Arts de Paris. Il expose au Salon des artistes français à partir de 1884 et y obtient une médaille de 3e classe en 1888, ainsi qu'une bourse de voyage du ministère de l'Instruction publique et des Beaux-Arts en 1895. 
Médaille d'or du Salon des artistes français de 1895, il est alors mis en hors-concours. Il expose aussi à l'Exposition universelle de Paris de 1889 ainsi qu'à celle de 1900, et à Barcelone, Bruxelles, Londres, Genève et Lyon.
Il est nommé officier de la Légion d'honneur le 29 mars 1930.
En tant que célèbre artiste du Lot-et-Garonne, l'État le charge d'immortaliser la visite du président de la République Armand Fallières à Mézin ; cette Arrivée du Président Fallières à Mézin, peinte 1908, orne la salle du Conseil de la mairie de Mézin. 
Ses œuvres sont conservées majoritairement à Marmande au musée municipal Albert Marzelles, et dans divers musées dont à Bordeaux, Agen et Narbonne.

## Distinctions
- Officier de la Légion d'honneur (1930)

## Œuvres
- Allégresse, 1899, musée des Beaux-Arts d'Agen.
- La Lyre immortelle (légende d'Orphée), musée des Beaux-Arts de Bordeaux[5].
- Effluves d'Été, musée d'Art de São Paulo.
- Au fond du parc ou Par le ravin ?, Salon des artistes français de 1909[6], localisation inconnue.
- À la fontaine, Salon des artistes français de 1912[7], localisation inconnue.
- Rayon du soir, Salon des artistes français de 1912[8], localisation inconnue.

Œuvres d'Abel Boyé
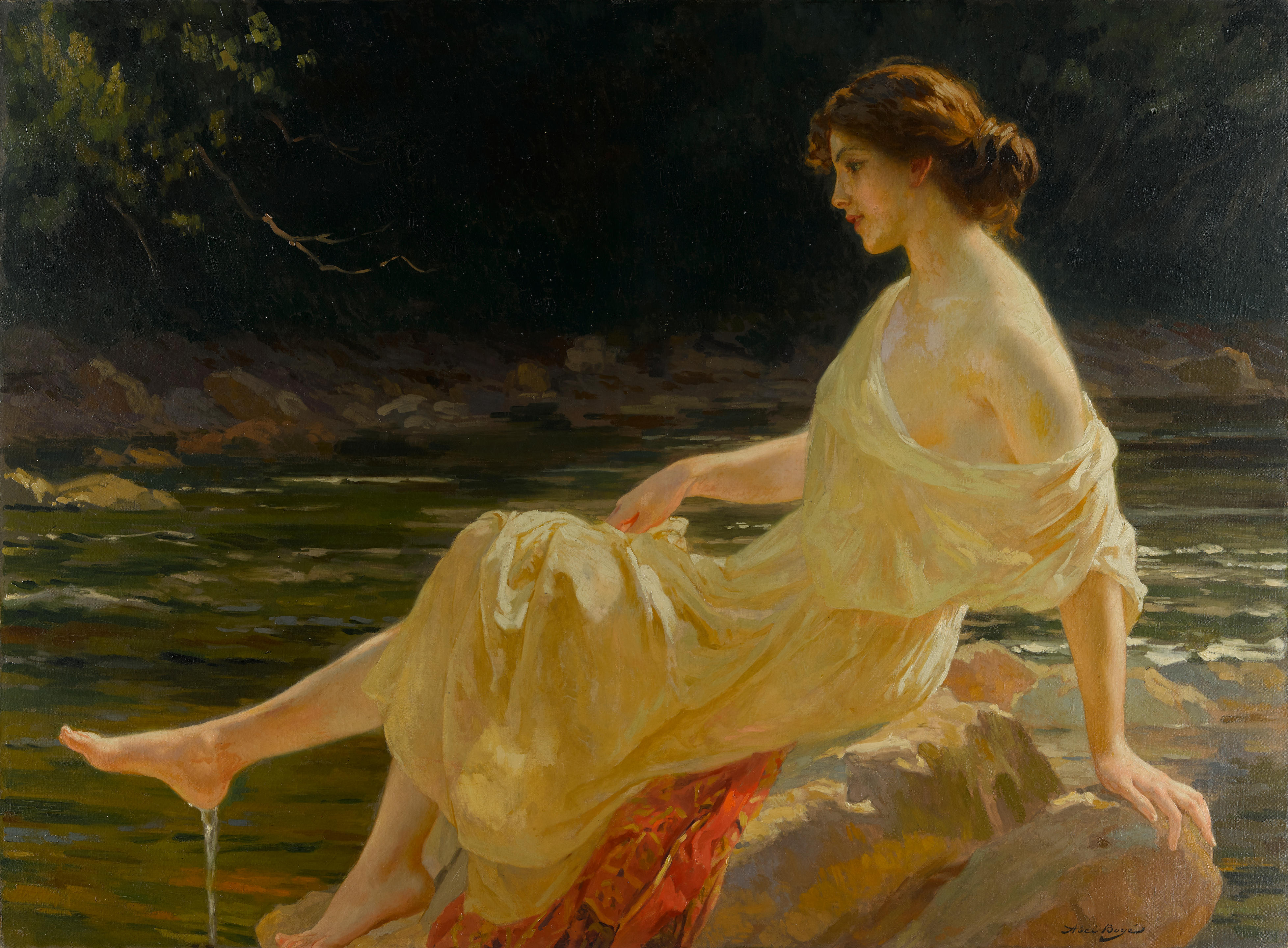
L'Eau courante
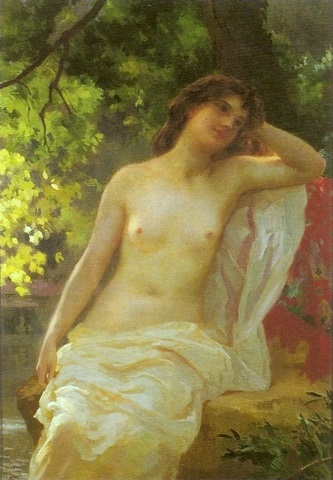
Effluves d'Été, musée d'Art de São Paulo.
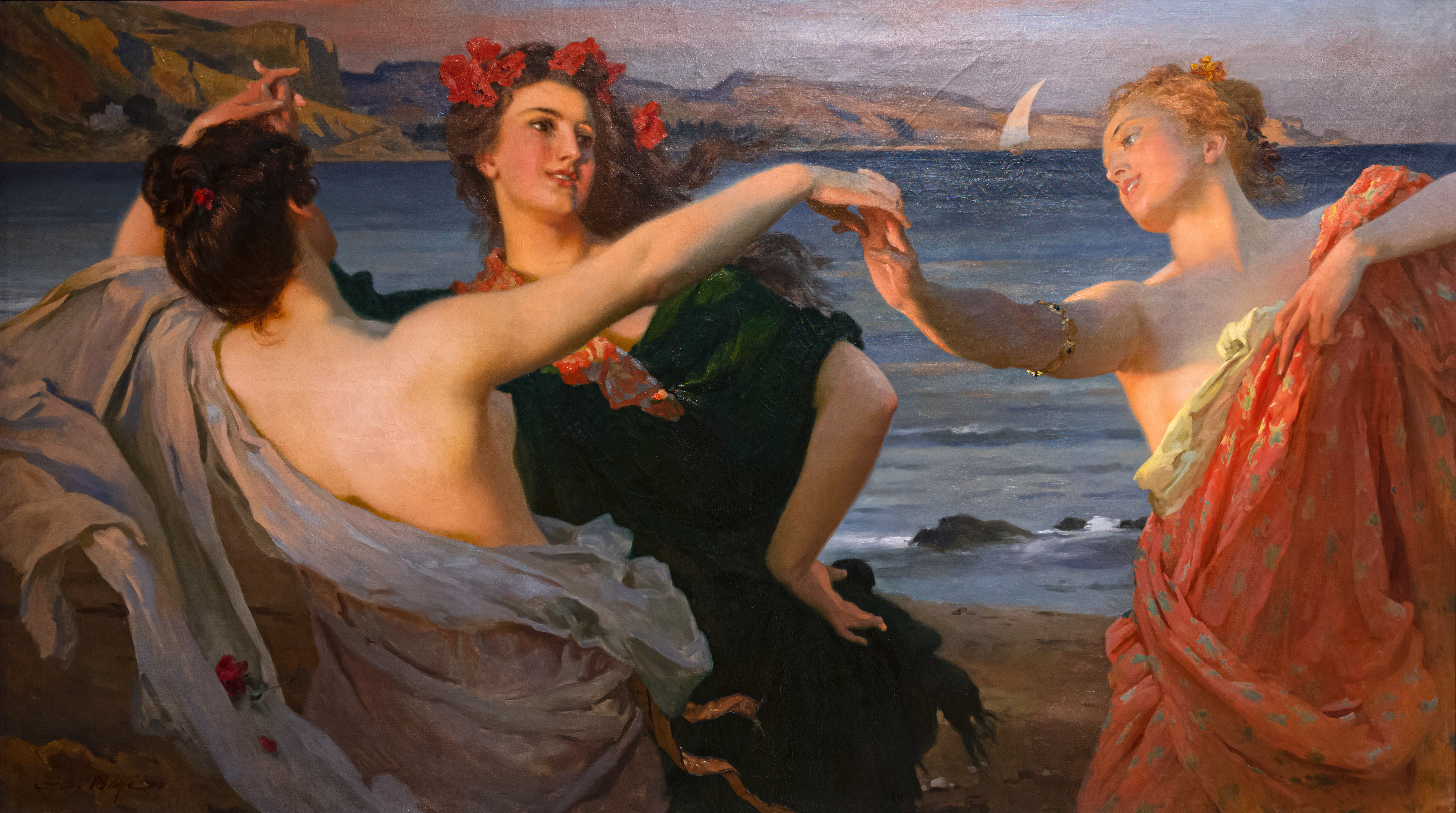
Allégresse (1899), musée des Beaux-Arts d'Agen.